# Canya d'Índia
La canya d'Índia, canya de rosaris, canya sabonetes, dita popularment gra o marietes (Canna edulis i altres espècies del gènere Canna) són plantes perennes monocotiledònies de l'ordre de les Zingiberales, d'1,5 a 3,0 m d'alçària.
Les fulles són amples, de color verd o verd violaci, amb pecíols curts i làmines el·líptiques, que poden mesurar de 33 a 80 cm de llarg i 8 a 25 cm d'ample; la nervadura central és prominent i se'n deriven els laterals. La inflorescència té forma de carràs. La corol·la de les flors té tres pètals de color vermell intens, els estams són petaloides d'una color vermell vistós; el calze té tres sèpals. Els fruits són capsulars, de color castany, amb gran quantitat de llavors negres i molt dures.

## Usos
La canya d'india es pot utilitzar per al tractament d'aigües residuals industrials a través d'aiguamolls artificials. És eficaç per a l'eliminació d'alta càrrega orgànica, color i compostos orgànics clorats de les aigües residuals de les fàbriques de paper.
Les llavors s'utilitzen àmpliament per a la joieria. Les llavors també s'utilitzen com a elements mòbils del kayamb, un instrument musical de la Reunió, així com del hosho, un sonall de carbassa de Zimbabwe, on les llavors es coneixen com a llavors "hota".

## Galeria

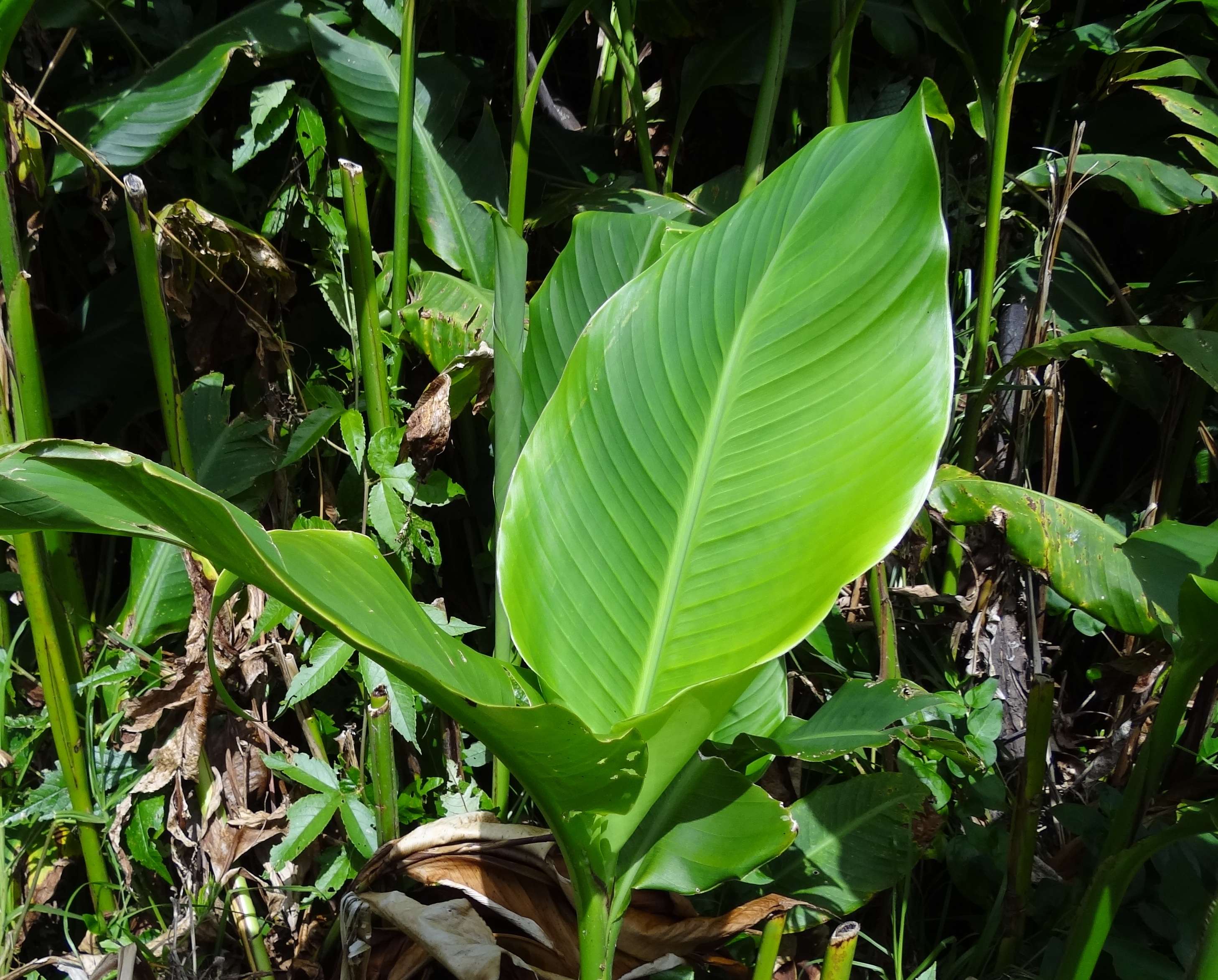
Fulles
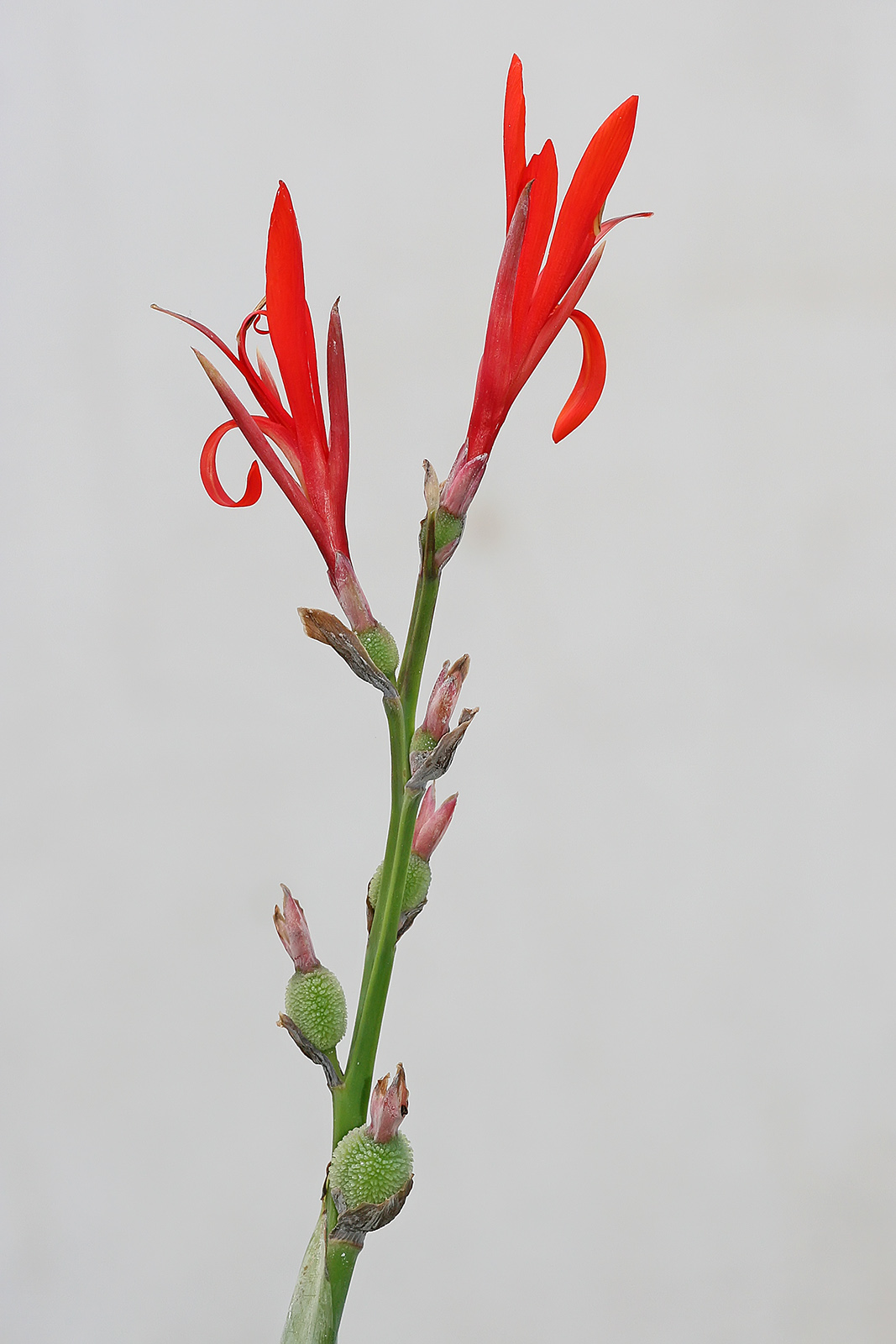
Flors
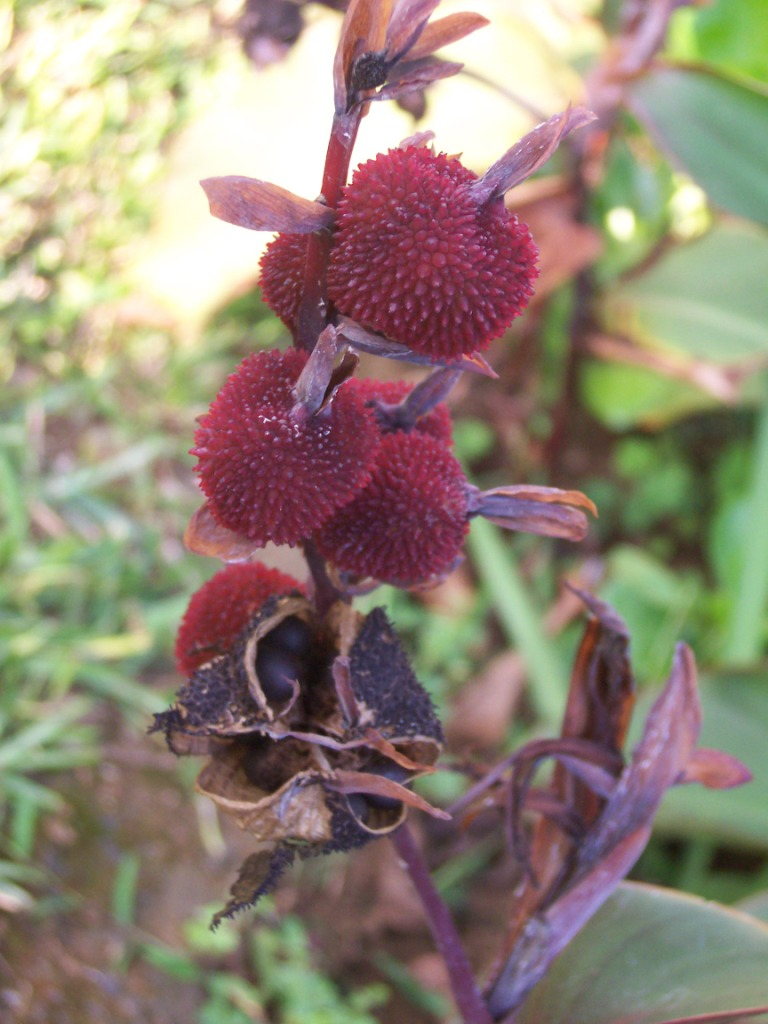
Fruits
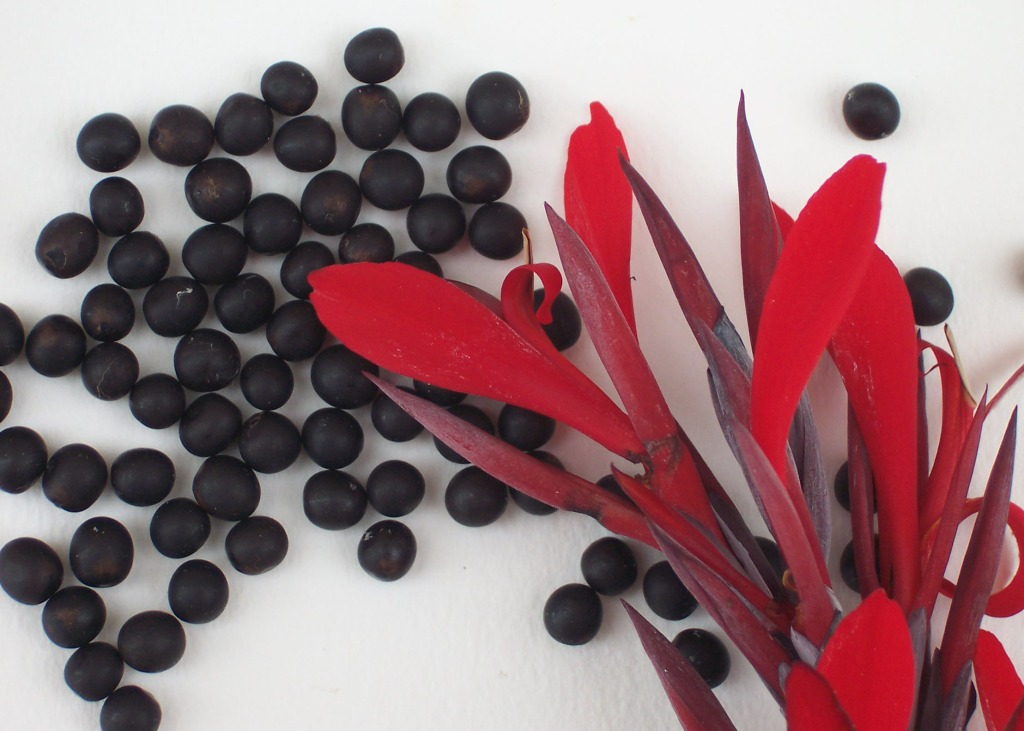
Llavors
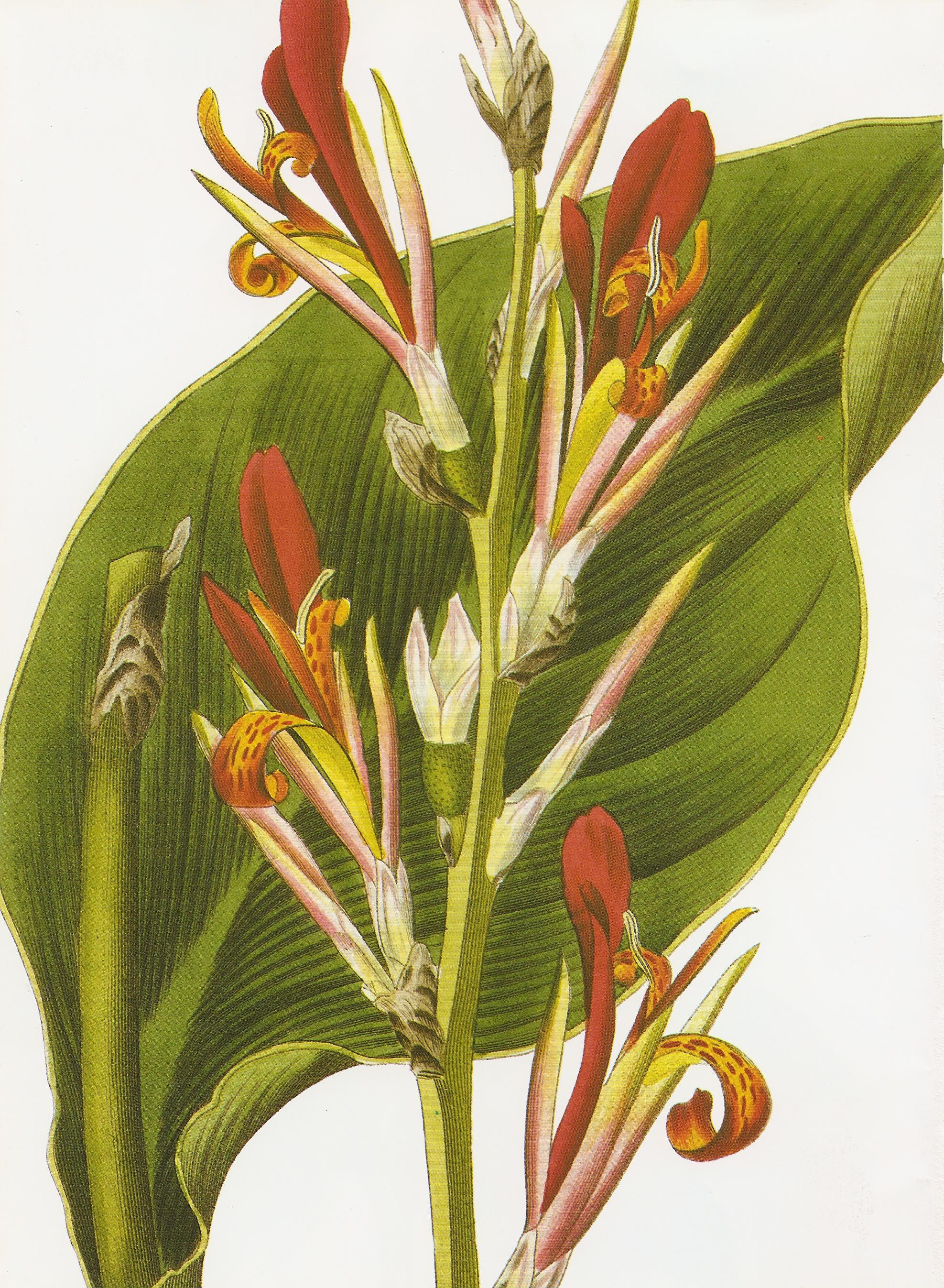
Il·lustració